# Музей красних мистецтв (Севілья)
Музей красних мистецтв, Севілья (ісп. Museo de Bellas Artes de Sevilla) — другий за значимістю художній музей у Іспанії за збірками вітчизняних художників після столичного музею Прадо у Мадриді.

## Споруда музею
Король Фернандо III з армією відвоював місто у арабів у листопаді 1248 року і віддав земельну ділянку під монастир. Монастир, що належав ордену Мерсед Кальсада де ла Асунсьйон, заснував Петро Ноласко. 
Перебудову монастирського комплексу розпочав Алонсо де Монрой, генерал ордена з 1602 року. 
Будівельними роботами керував архітектор Хуан де Овьєдо, що дотримувався стилю мудехар. Будівництво йшло з перервами і було завершене лише 1668 року. 1625 року в монастирі мешкав іспанський драматург Тірсо де Моліна, що був ченцем ордену Милосердя. За судовим рішенням його відправили у заслання  із Мадрида у Севілью.
Військове захоплення міста вояками Наполеона Бонапарта 1810 року супроводжувалось грабунками мистецьких скарбів та пошкодженням споруд монастиря. По відновленню королівської влади був виданий наказ від 16 вересня 1835 року про заснування у спорудах колишнього монастиря Музею живопису. Новостворений музей підпорядкували севільській Академії мистецтв з 1849 року. Проведена інвентаризація нарахувала наявність 2050 творів мистецтва.
Комплекс споруд колишнього монастиря був перебудований у період 1868—1869 рр. Фасад на площу отримав декор у стилістиці пізнього класицизму. Був збережений лише головний портал у стилістиці бароко, що контрастував зі стриманим новим декором.
На 1993 рік від первісної колекції музею було збережено близько 300 творів. 
В Севільї було засноване Товариство друзів Музею красних мистецтв, котре подбало про придбання для закладу декількох сотень експонатів, цікавих для музею.

## Внутрішні дворики музею

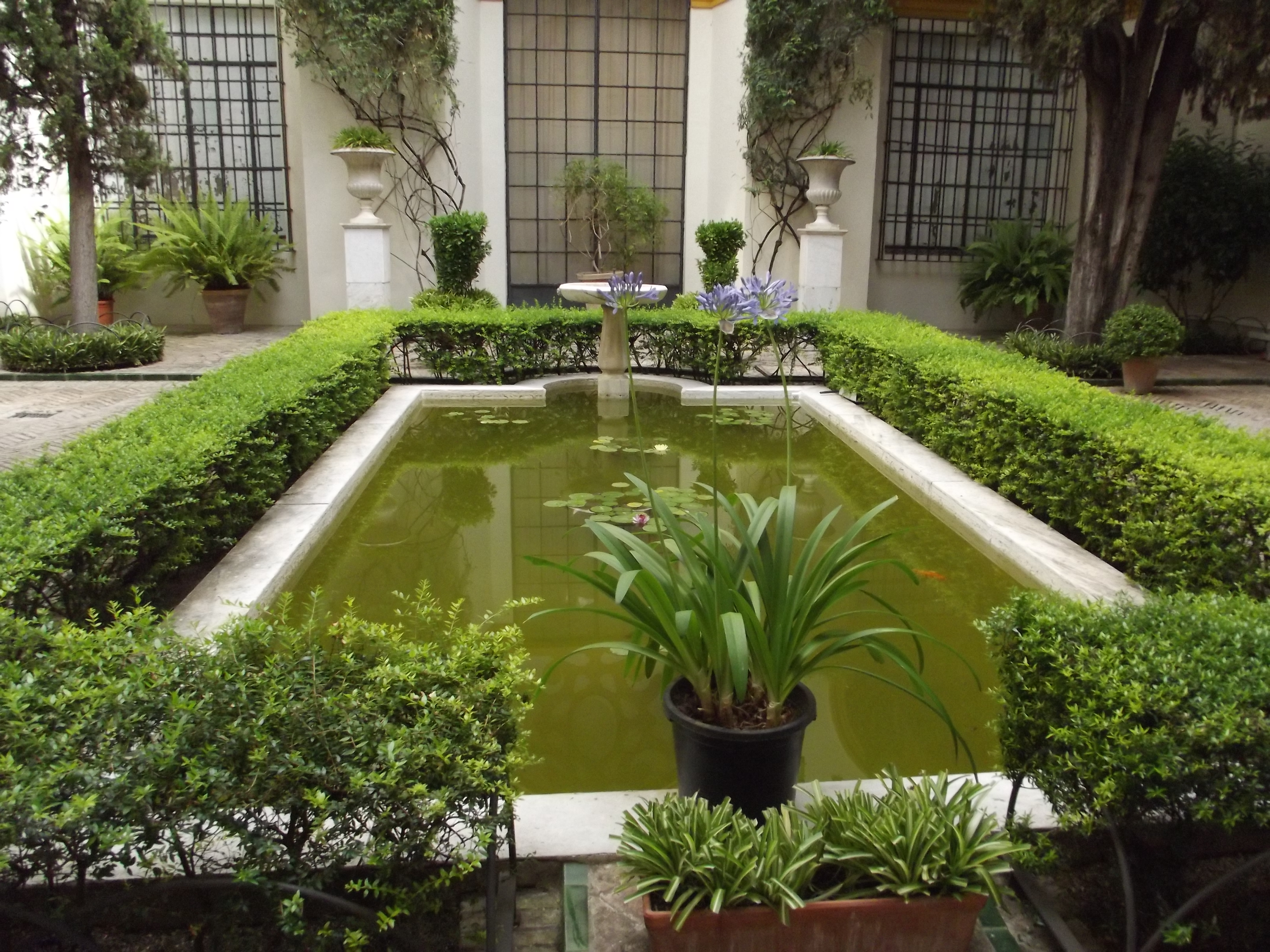

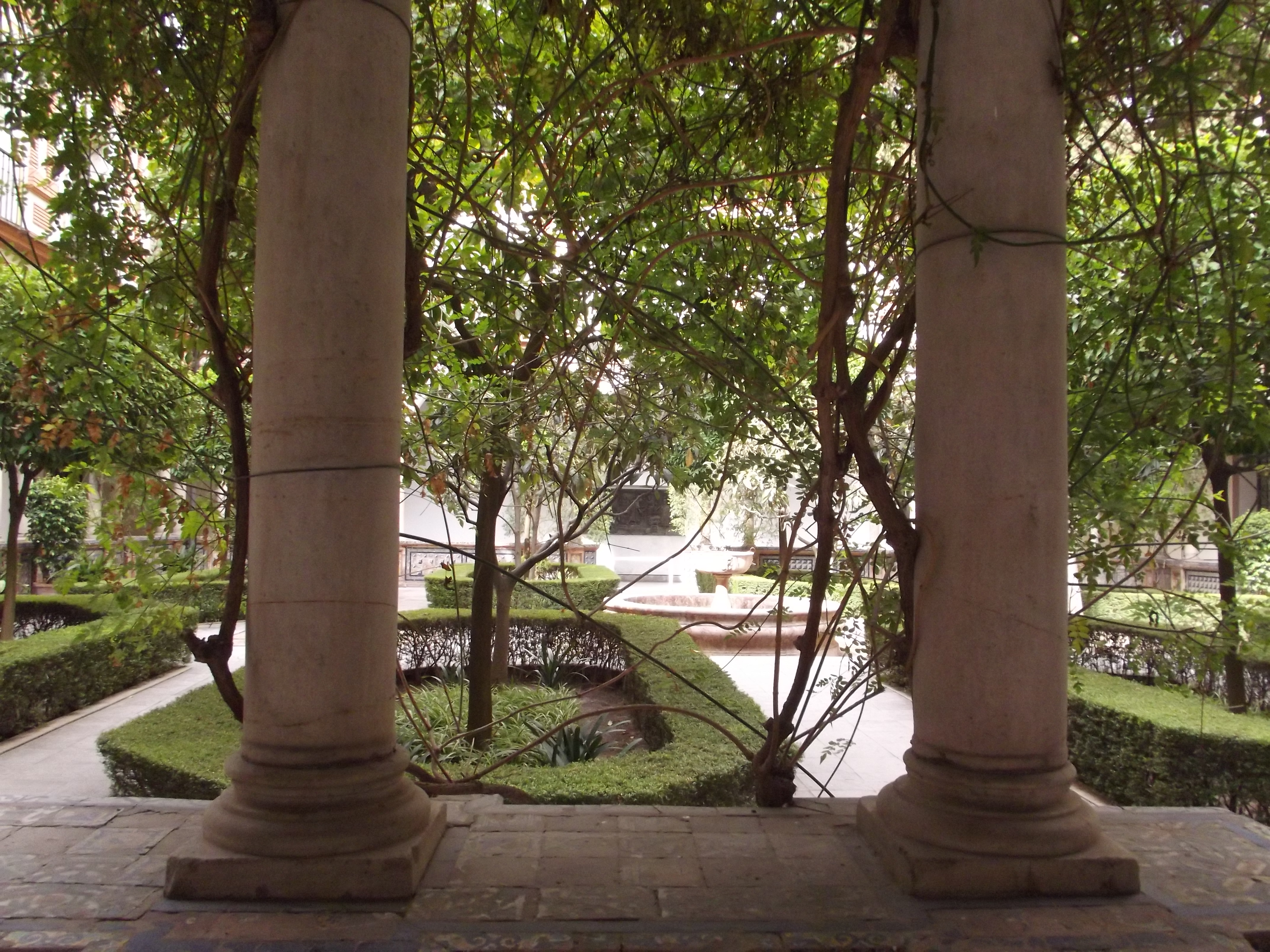
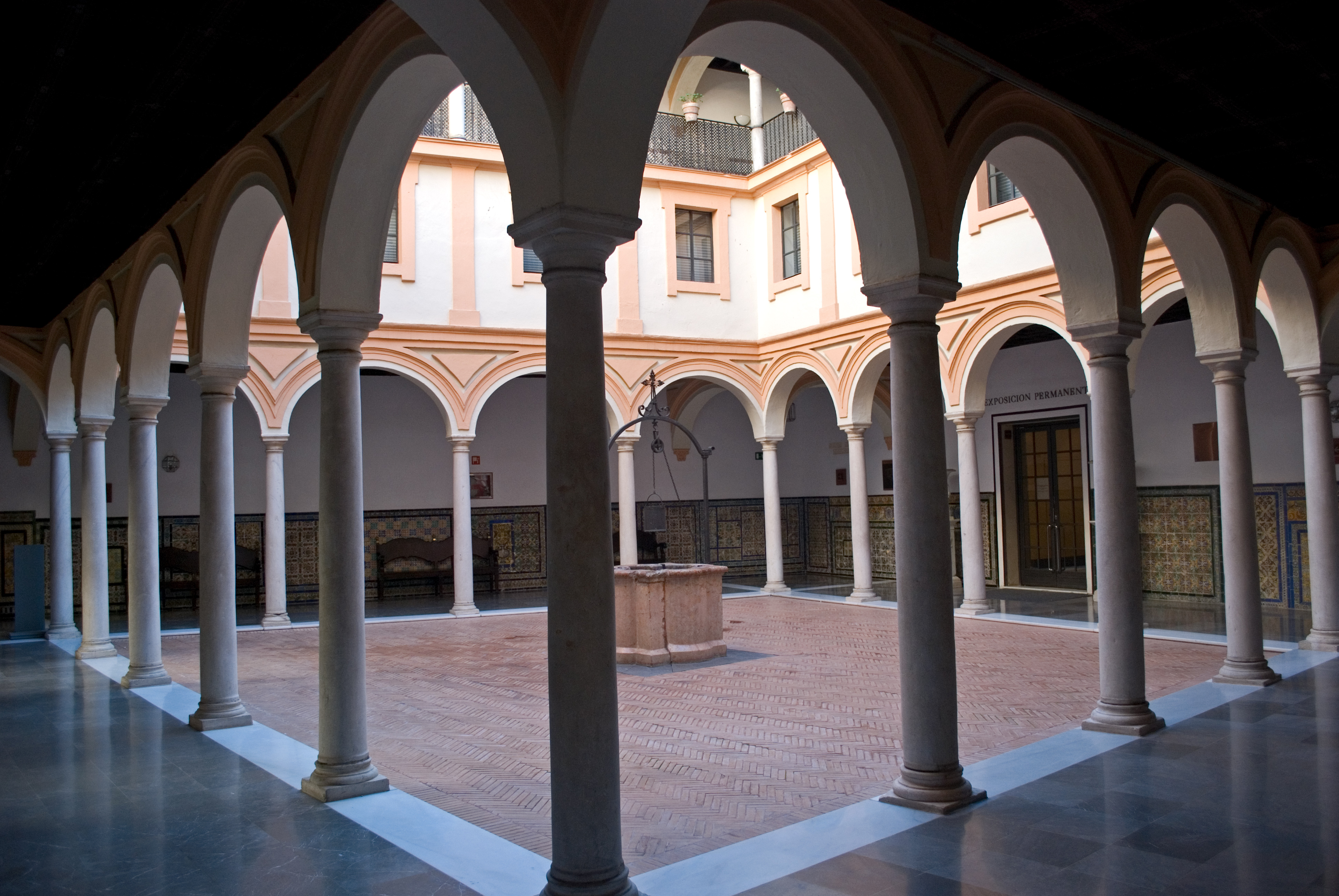
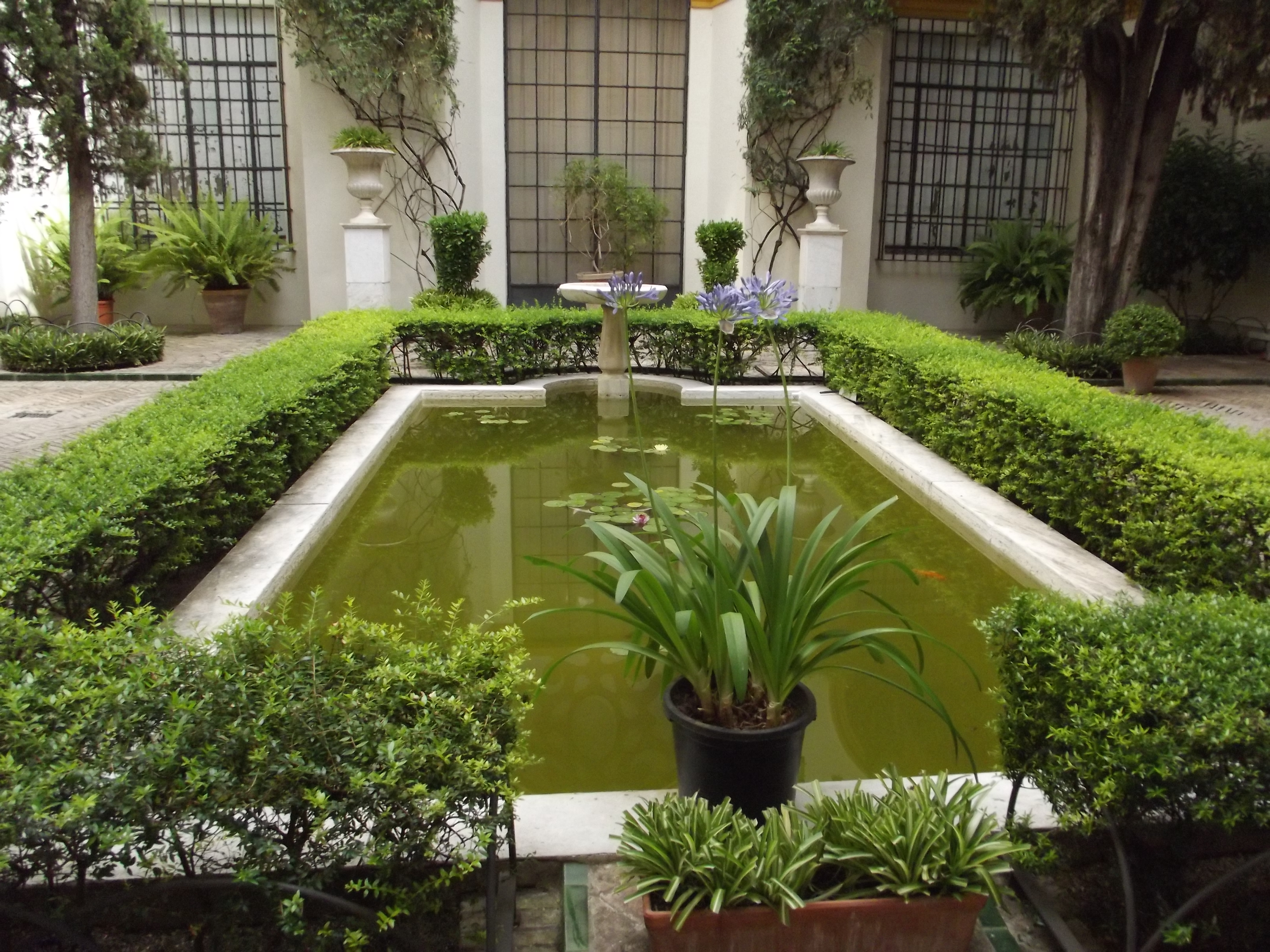
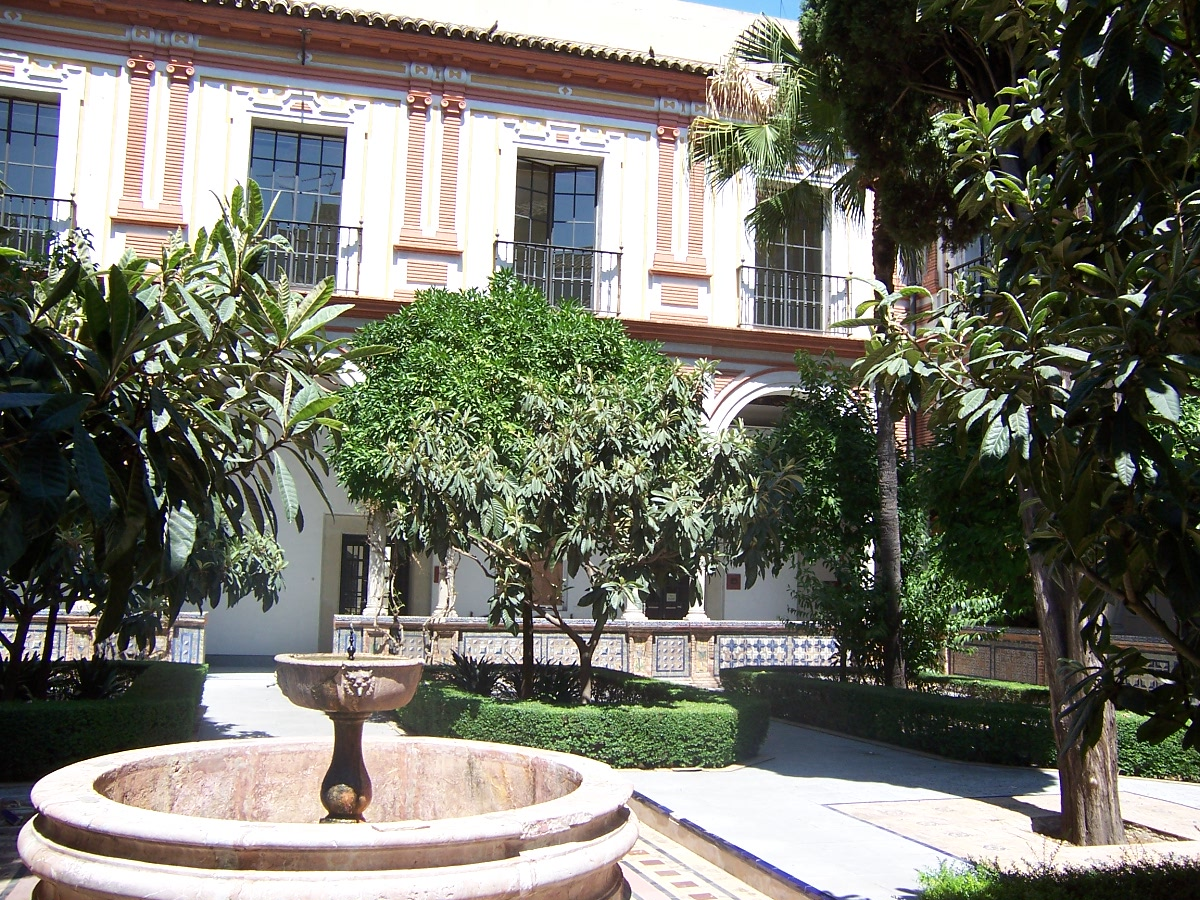

## Зали експозицій

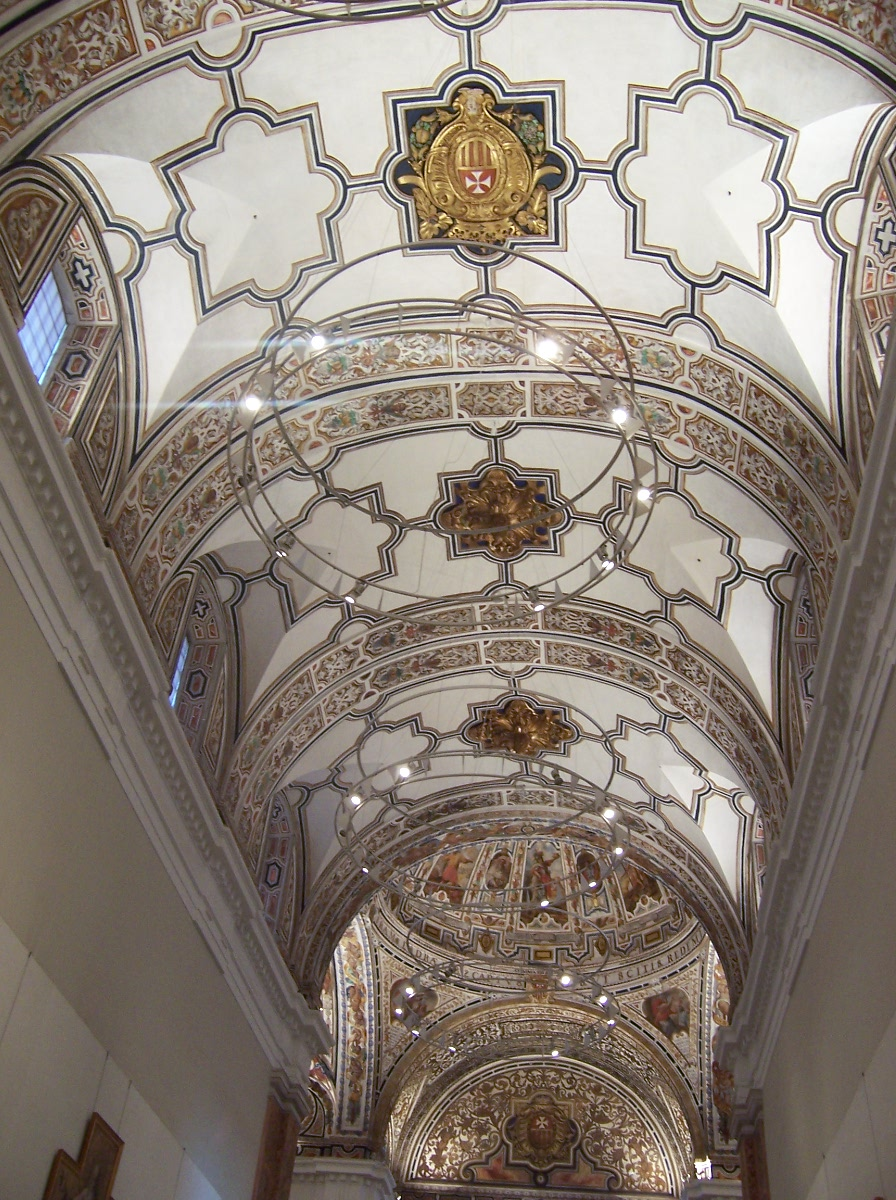
Декор стелі колишнього монастирського храму

- № 1 Середньовічне мистецтво Іспанії
- № 2 Мистецтво Іспанії доби відродження
- № 3 Франсіско Пачеко та його школа
- № 4 Невеликі за розмірами шедеври
- № 5 Славнозвісні майстри Севільї (релігійний живопис в колишньому храмі монастиря)
- № 6 Бароко у Севільї
- № 7 Мурільйо та його школа
- № 8 Хуан де Вальдес Леаль
- № 9 Майстри західноєвропейського бароко
- № 10 Франсіско де Сурбаран та релігійна скульптура
- № 11 Живопис Іспанії 18 століття
- № 12 Севільський живопис 19 століття (романтизм, академізм, реалізм)
- № 13 Живопис доби романтизму
- № 14 Севільський живопис 20 століття

## Іспанські майстри в музейній збірці

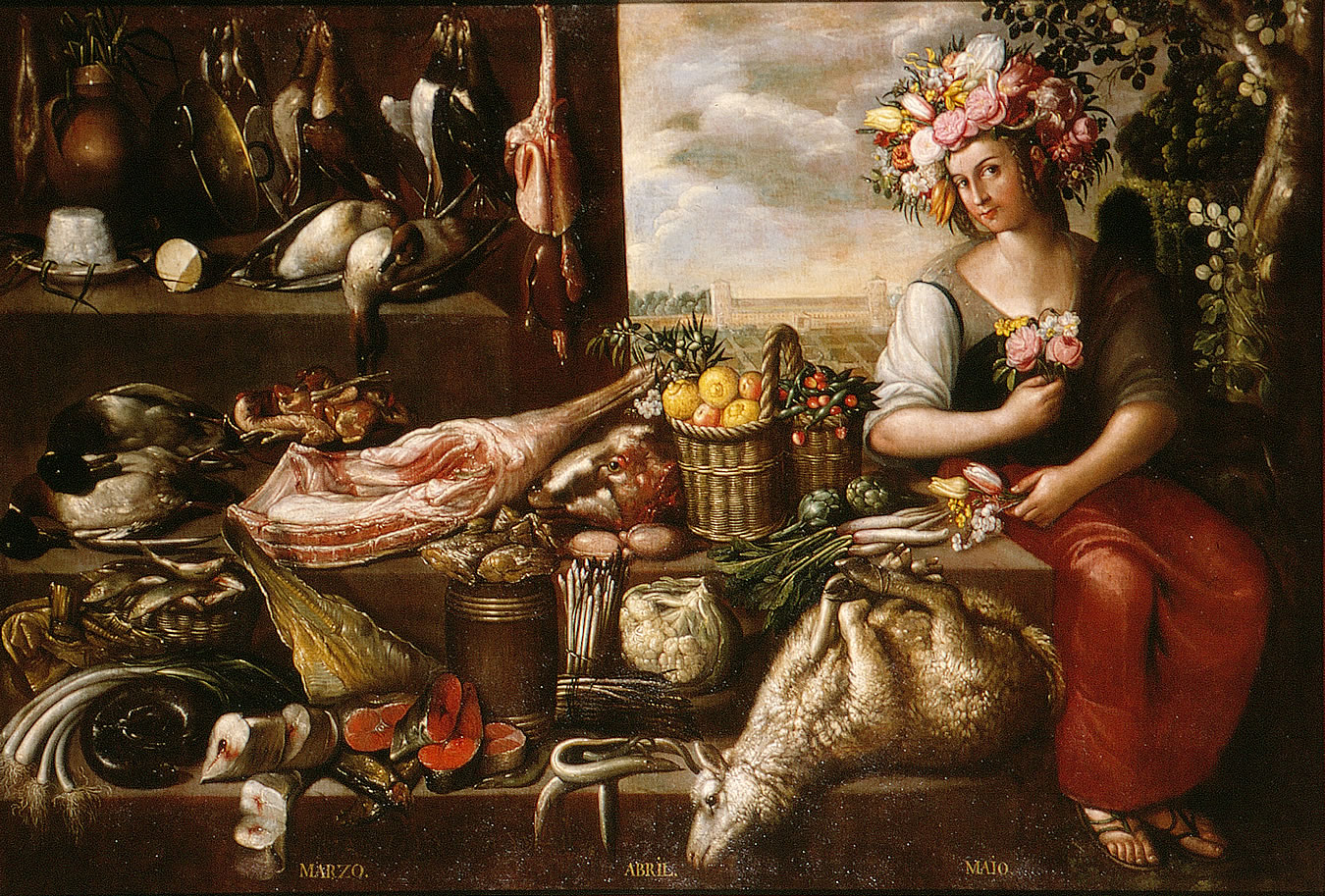
Франсіско Баррера. «Весна», серія «Пори року», 1638 р.

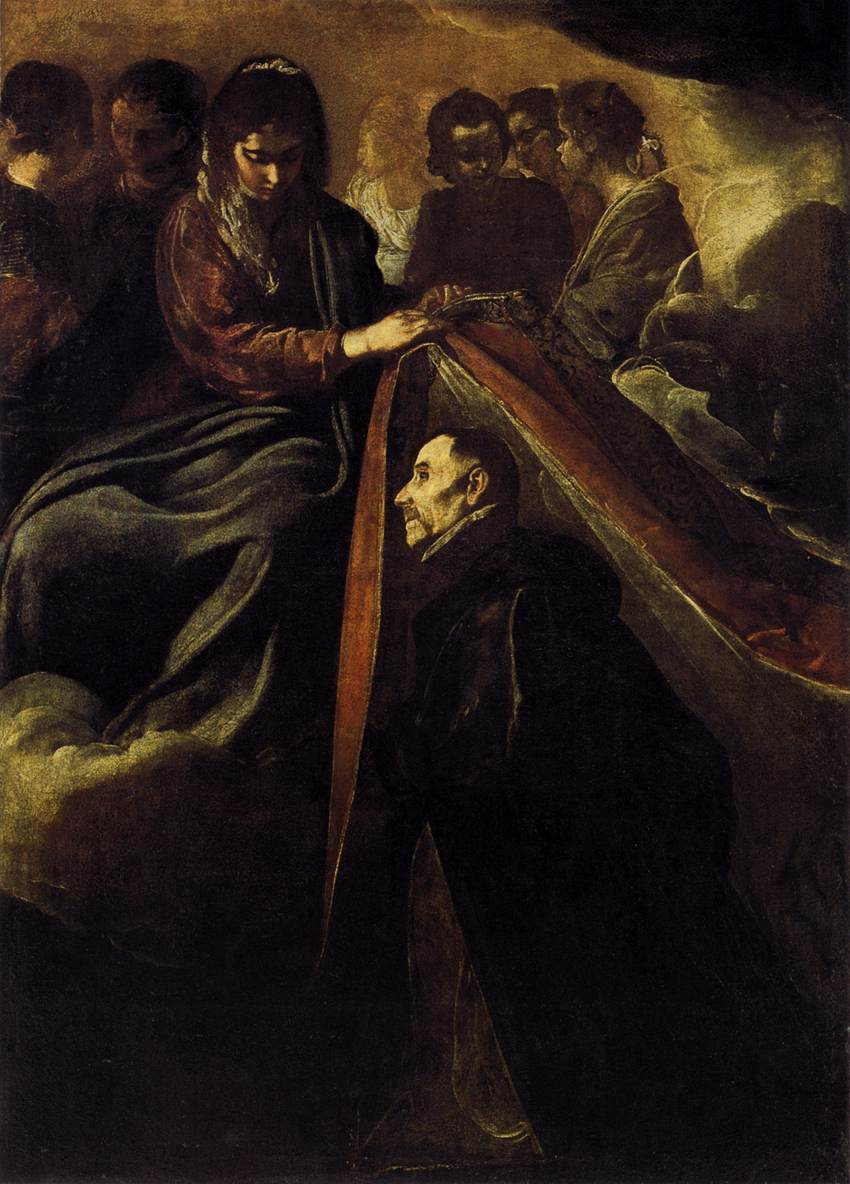
Дієго Веласкес. «Святий Ільдефонсо отримує ризи від Богородиці», 1620 р.

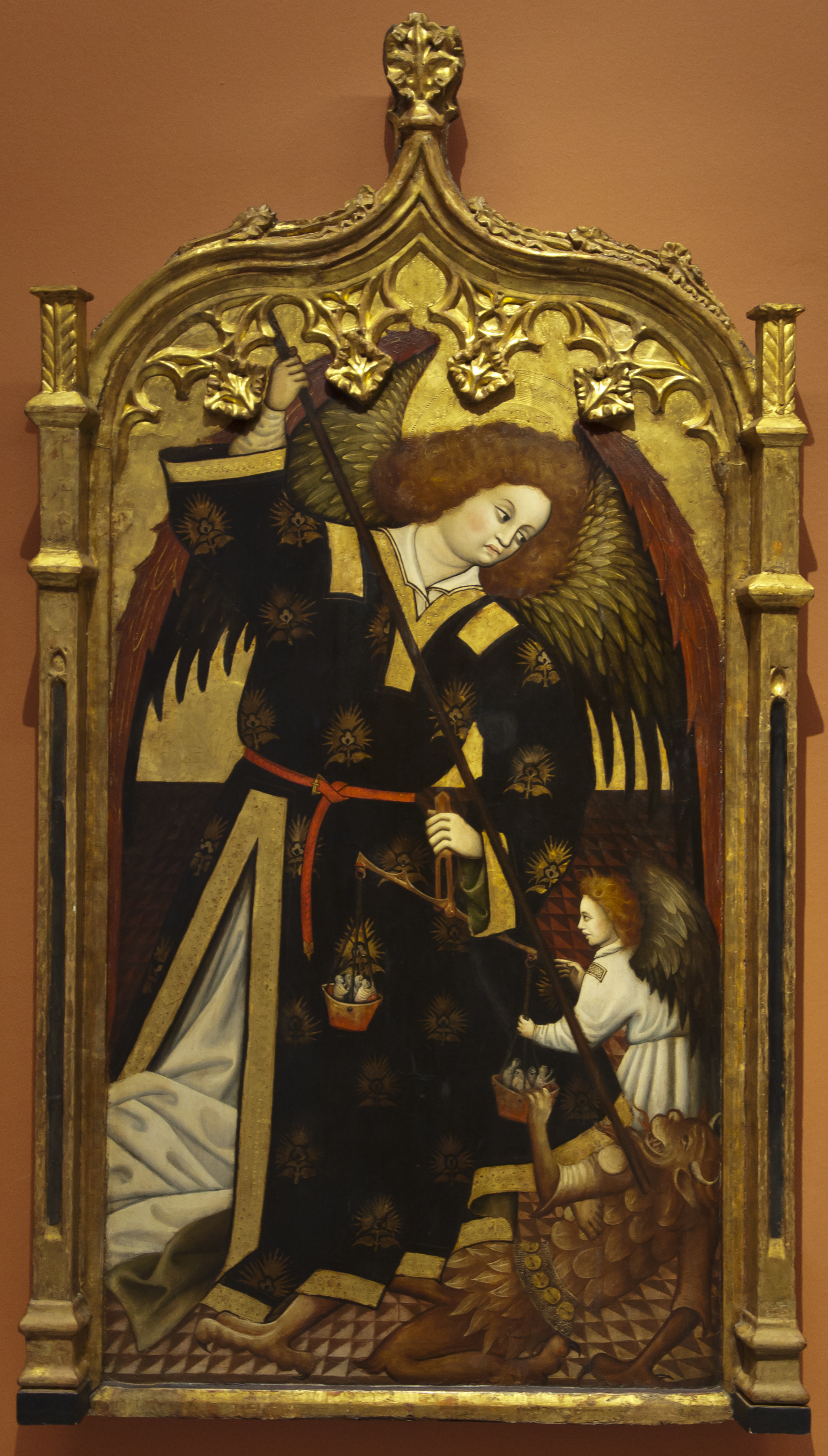
Хуан Іспанський. «Архангел Михаїл», 15 ст.
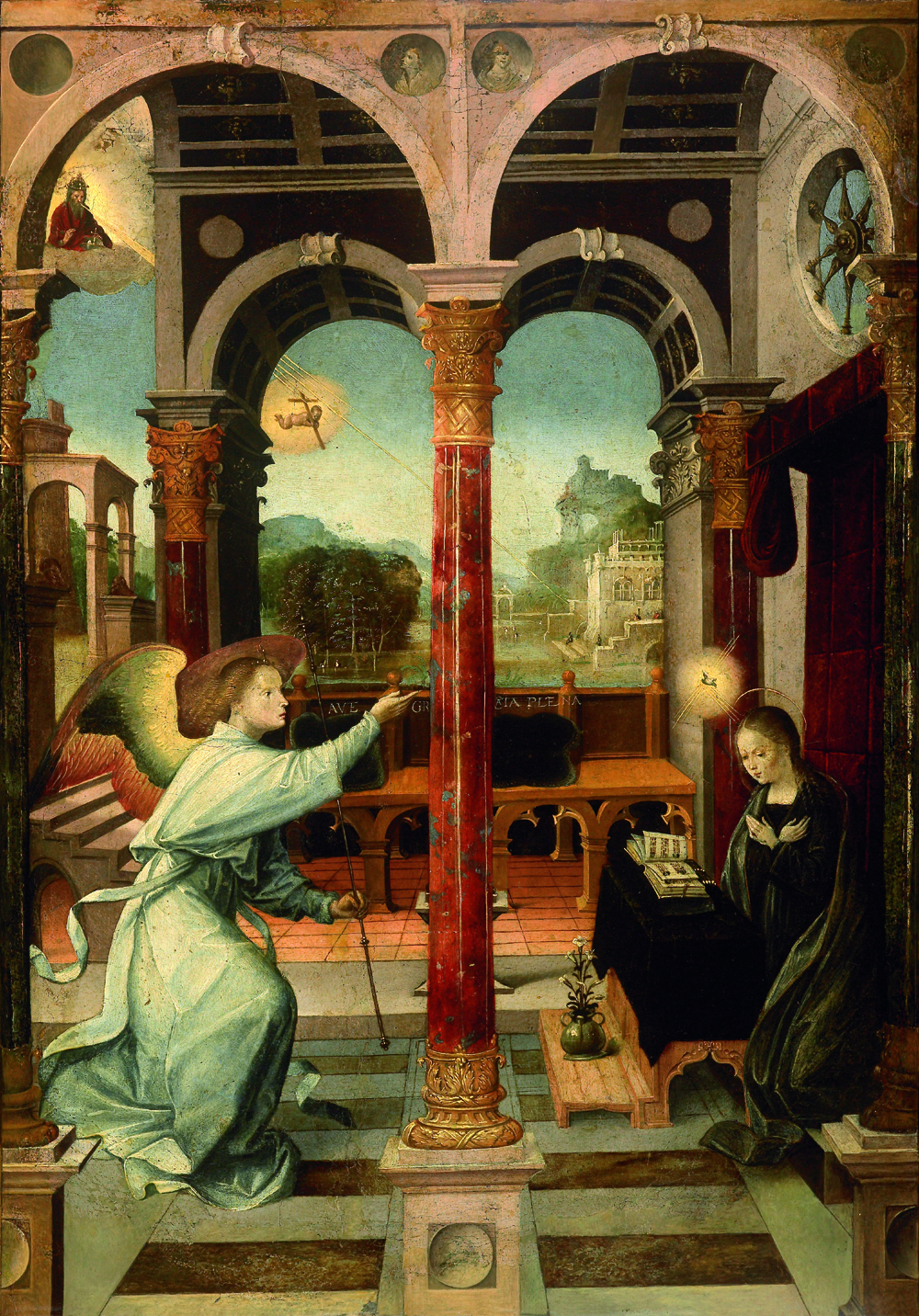
Алехо Фернандес. «Благовіщення», 1508 р.
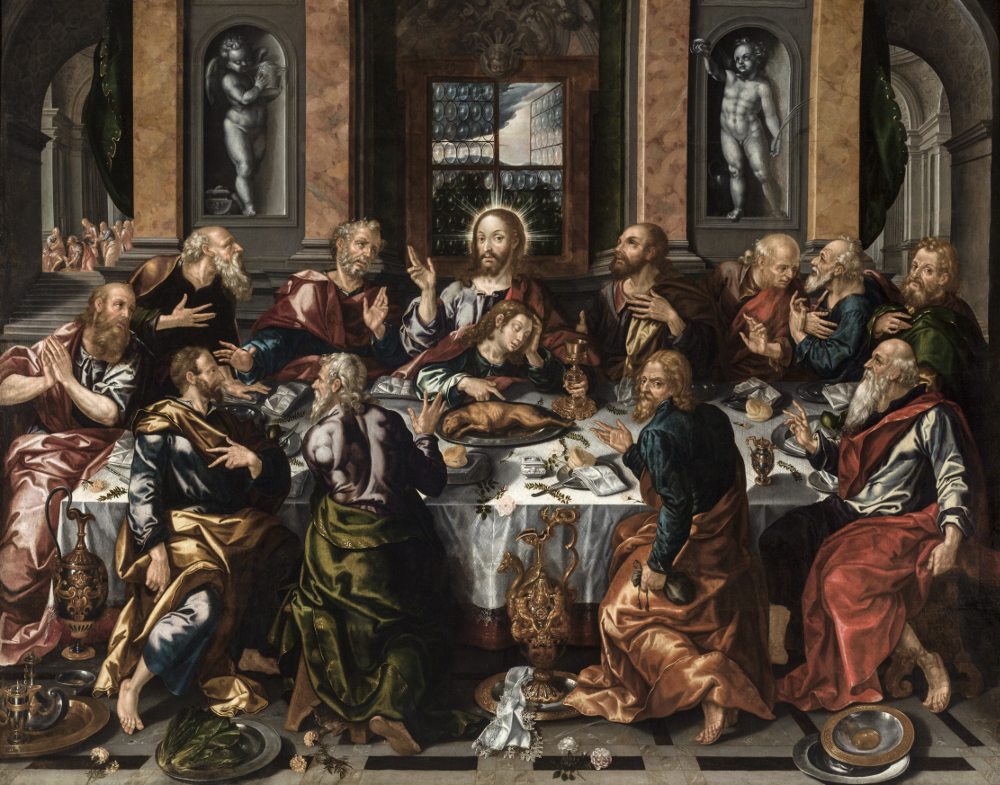
Алонсо Васкес. «Таємна вечеря»
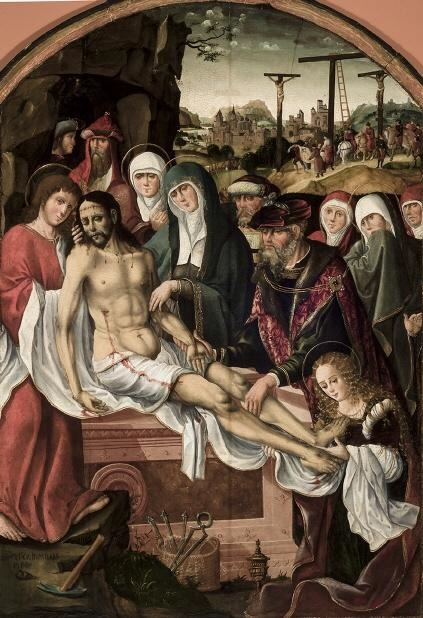
Крістобаль де Моралес. «Покладання Христа у труну», 1525 р.
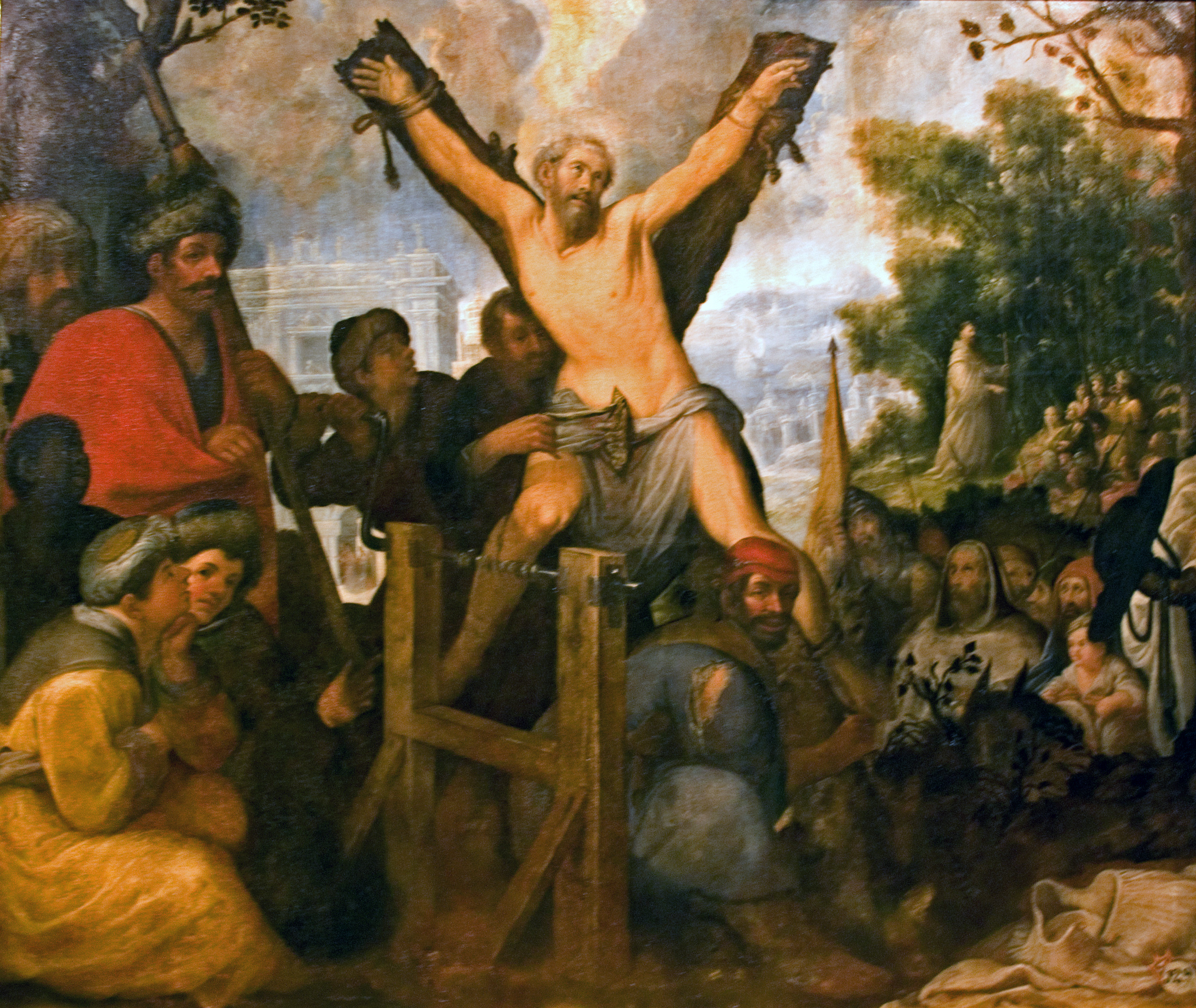
Хуан де Роелас. «Мучеництво Св. Серапія», 1612 р.
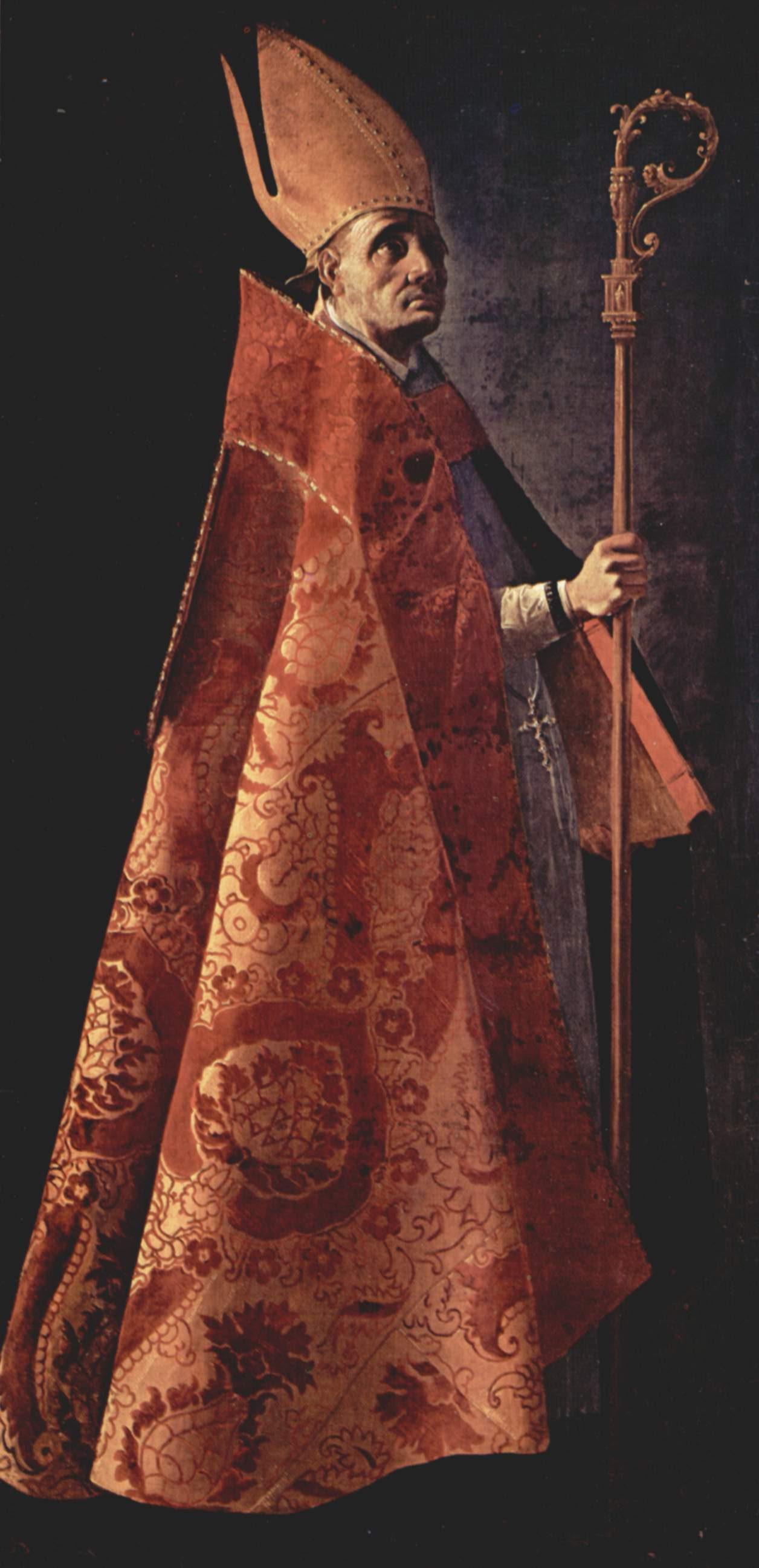
Франсіско де Сурбаран. «Св. Амвросій», до 1627 р.
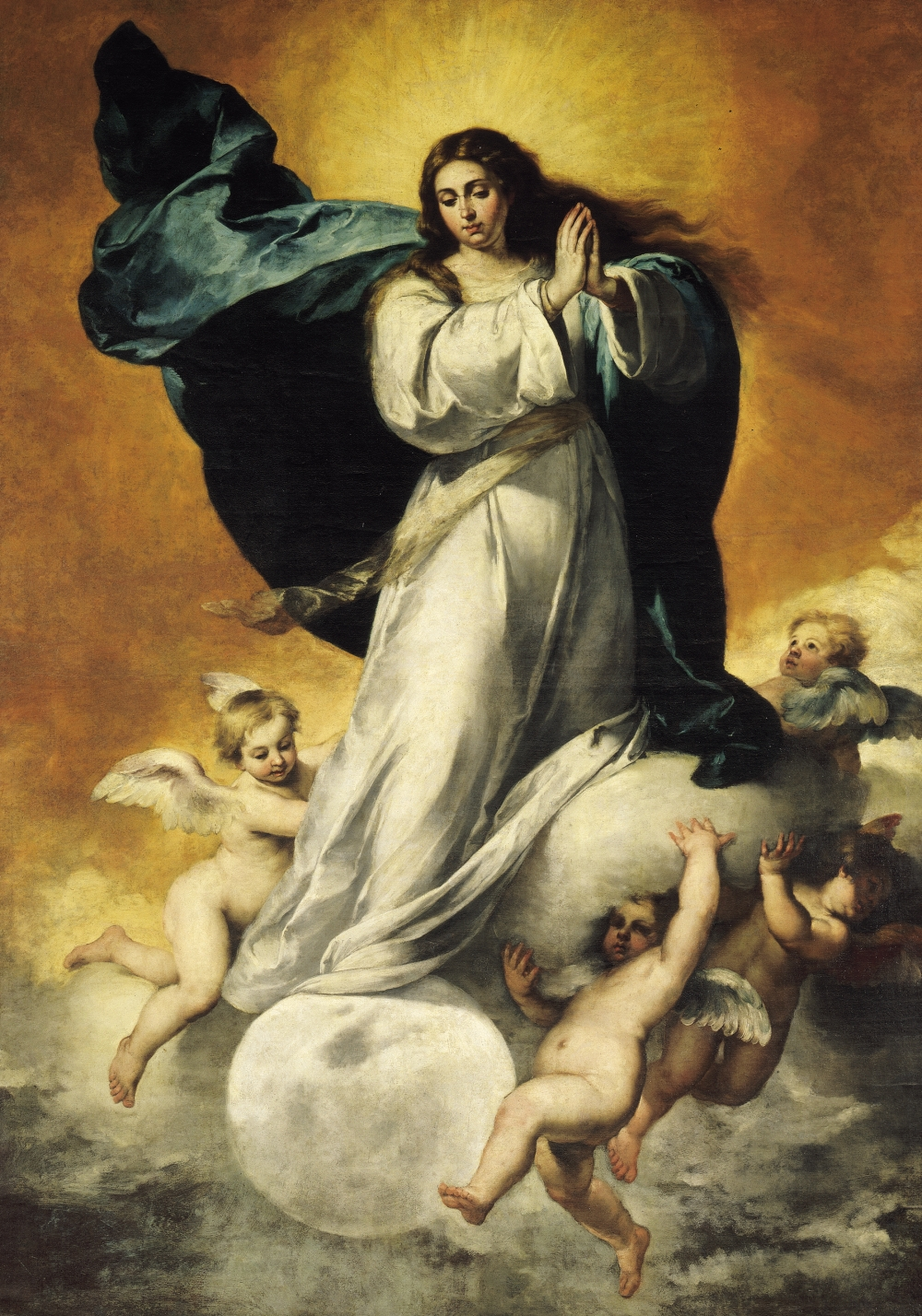
Бартоломео Естебан Мурільйо. «Мадонна непорочного зачаття», 1650 р.
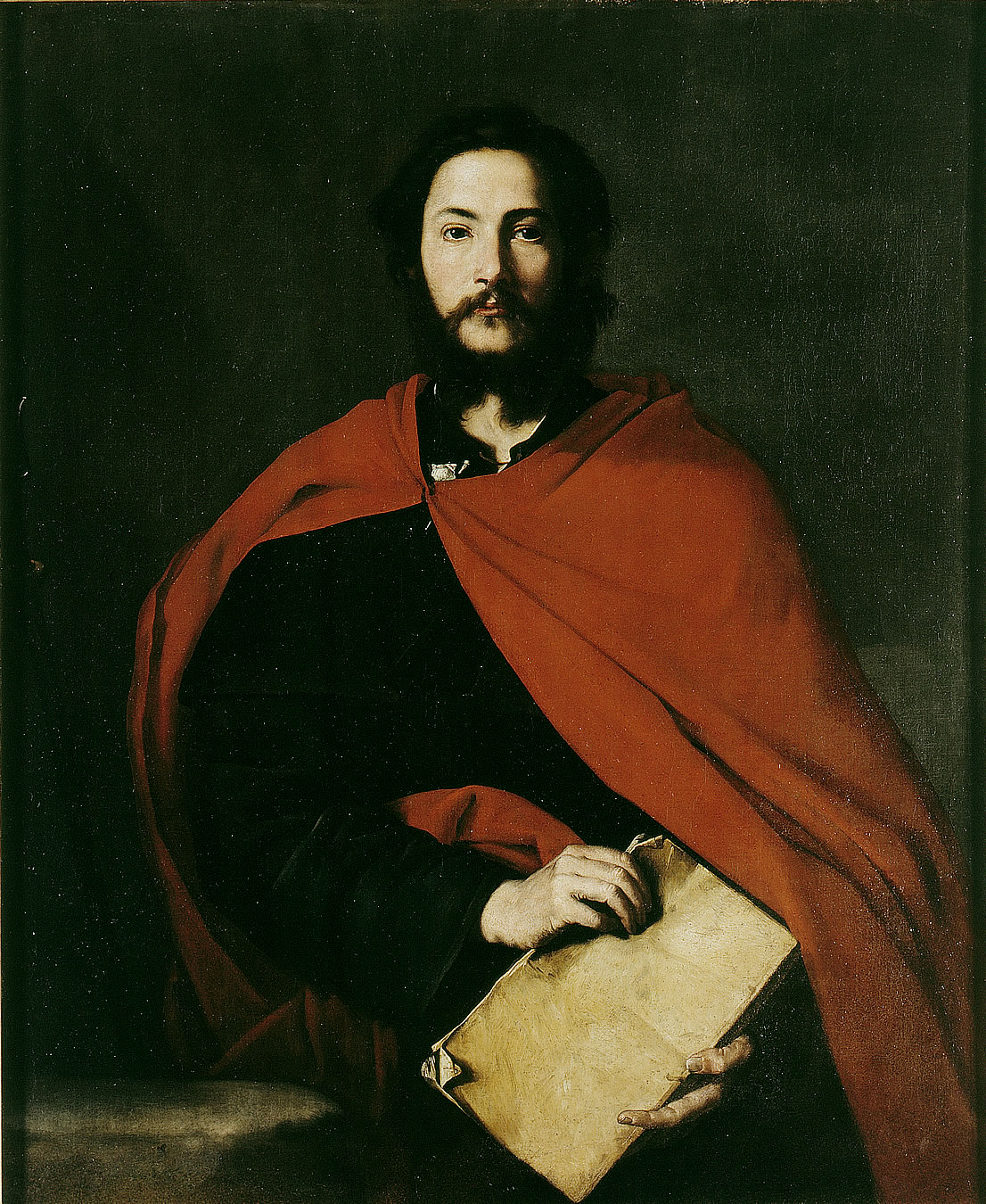
Хосе де Рібера. «Апостол Яків», 1634 р.

## Іспанські кольорові кахлі в музеї

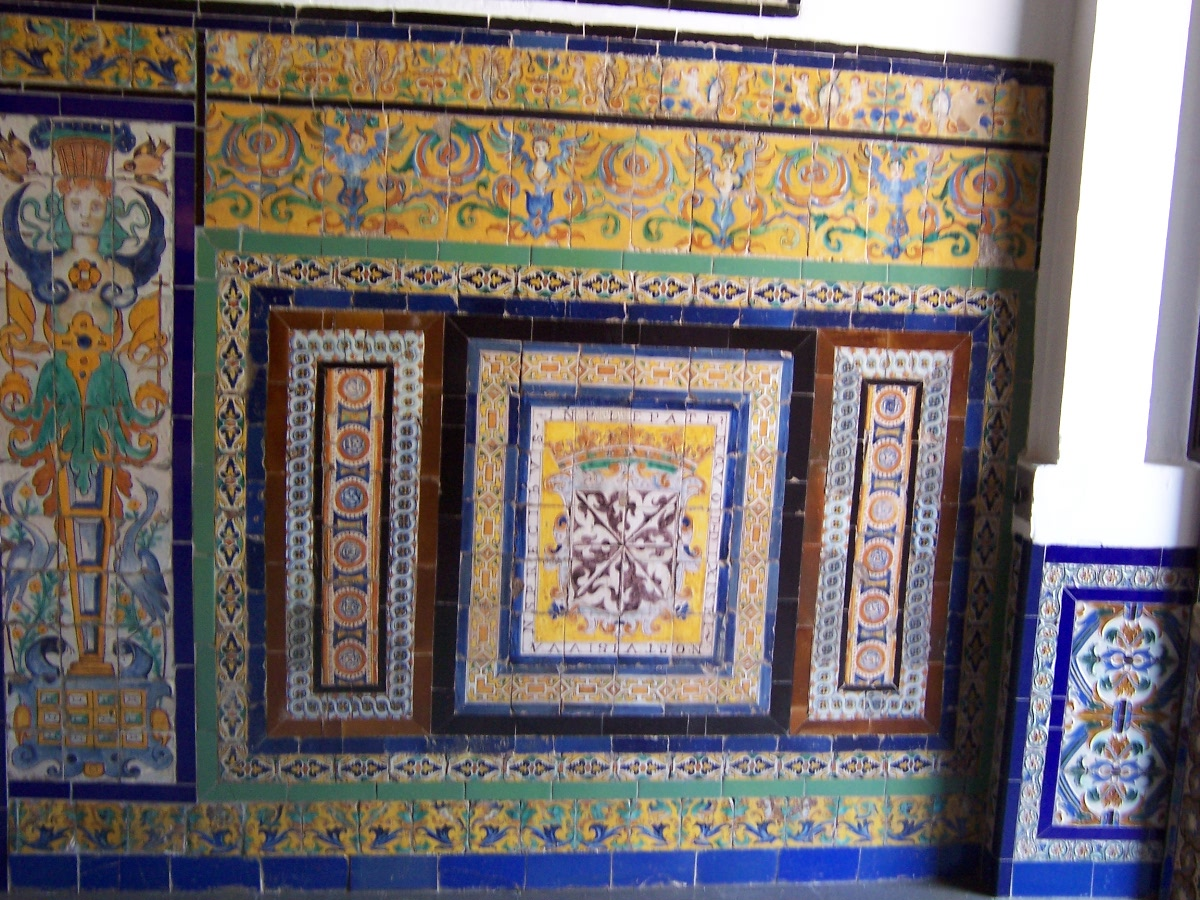

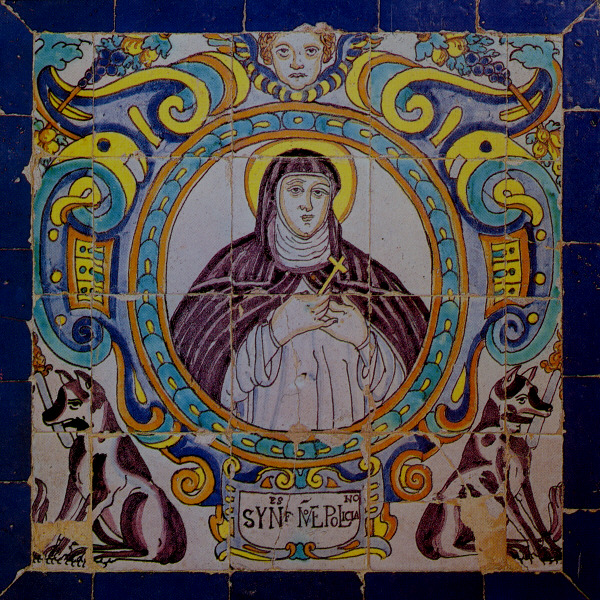
«Св. Інеса з Монепульчано» (кольорові кахлі)
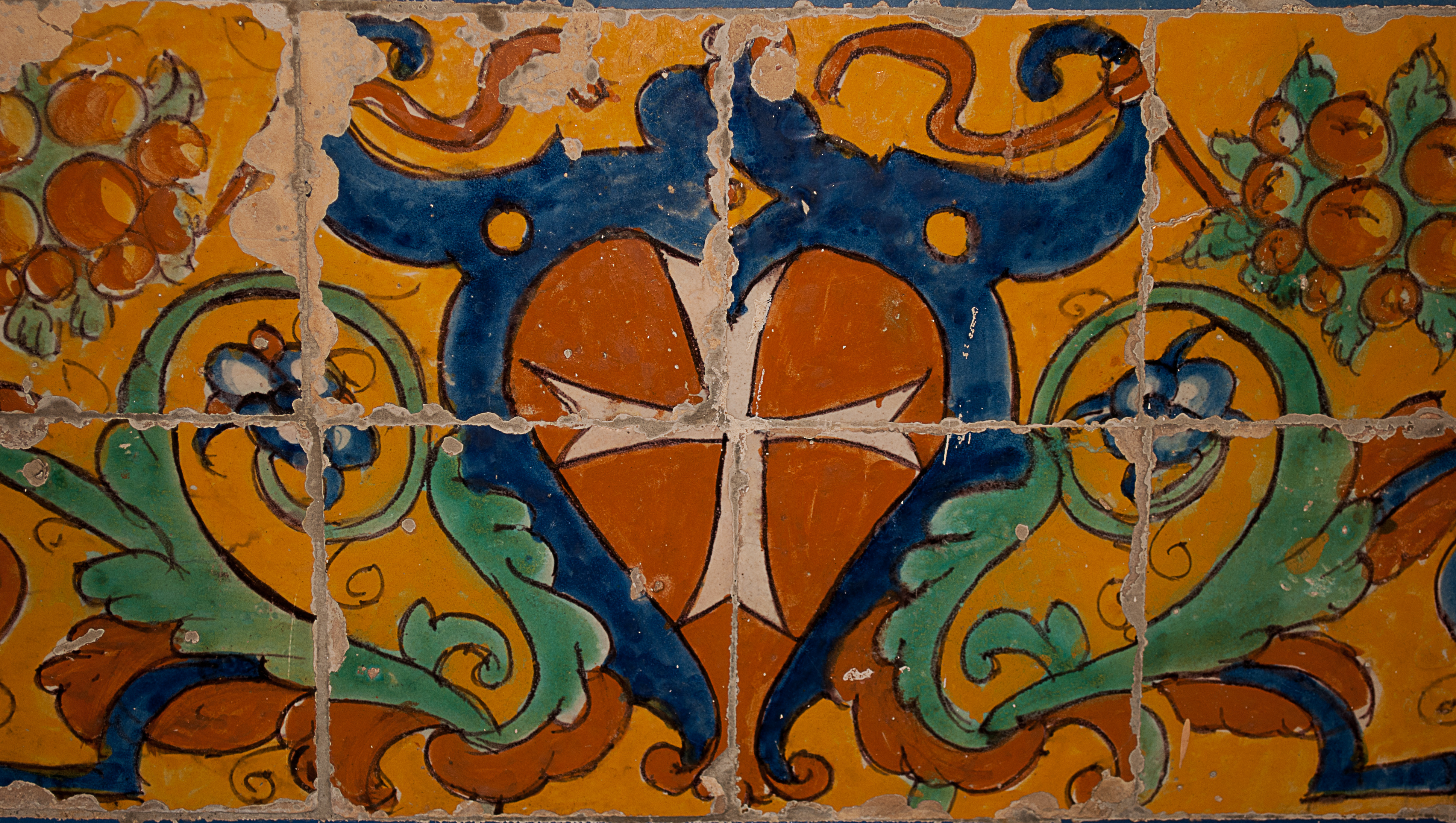
Декоративне панно
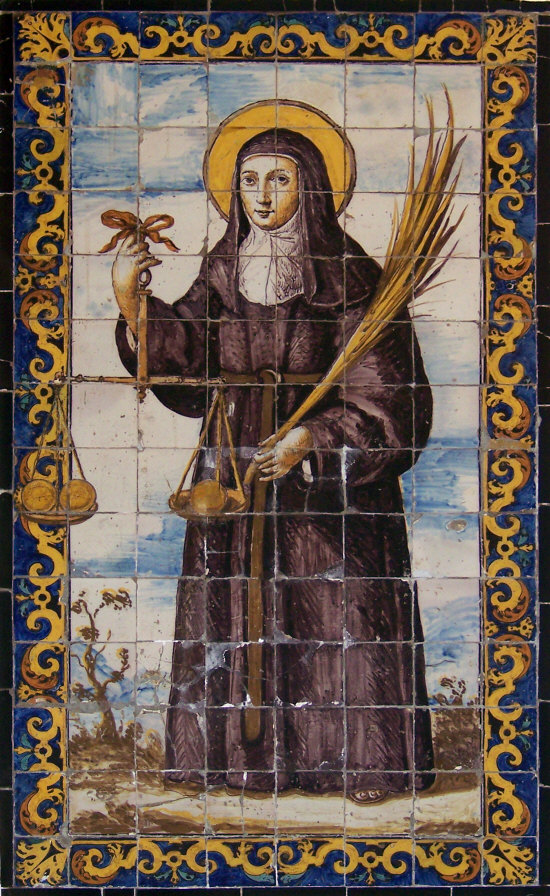
«Св. Клара з Монтефалько»
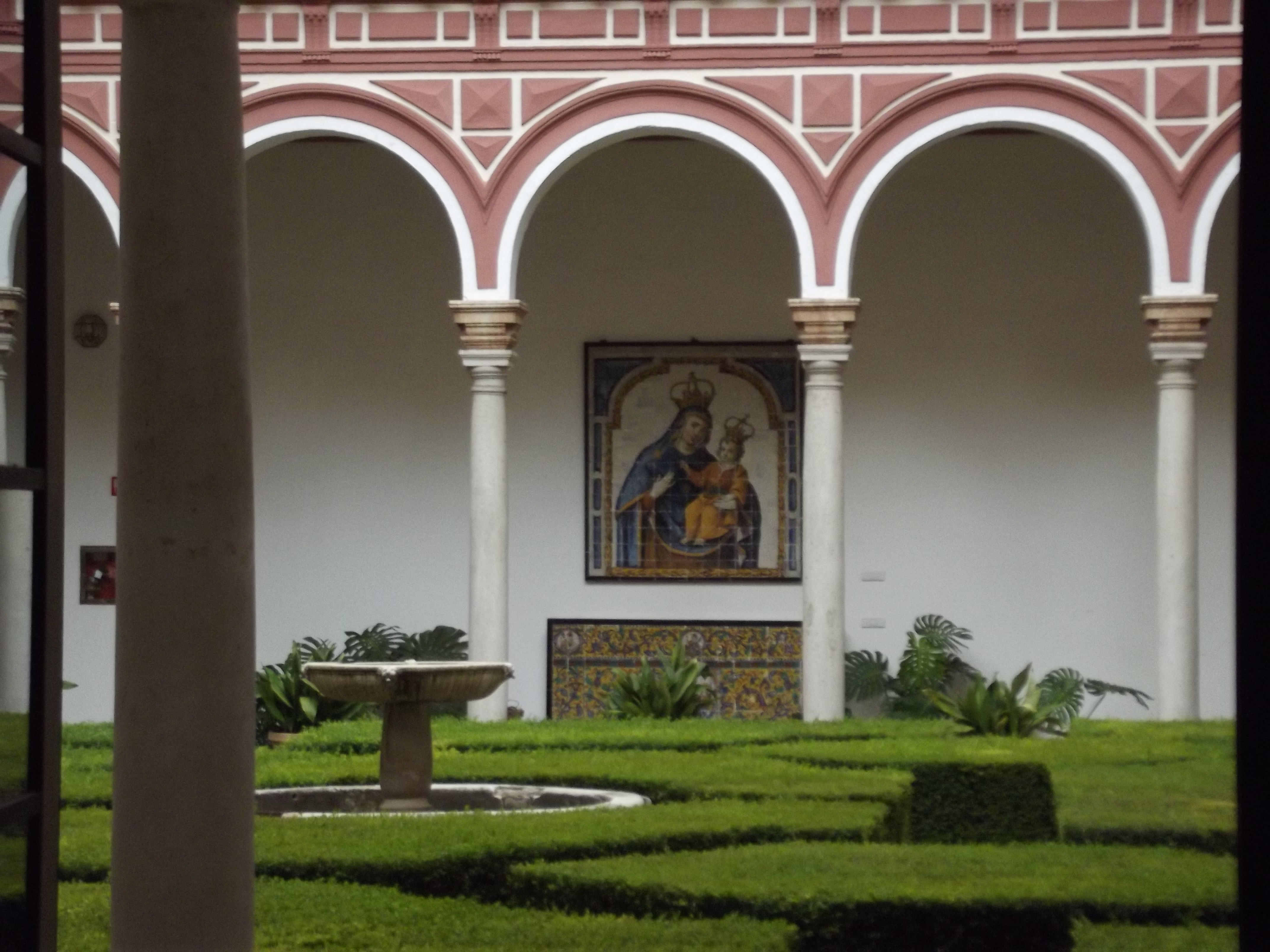
Кольорові кахлі другої половини 17 ст. у внутрішньому дворику колишнього монастиря

## Західноєвропейські майстри інших країн

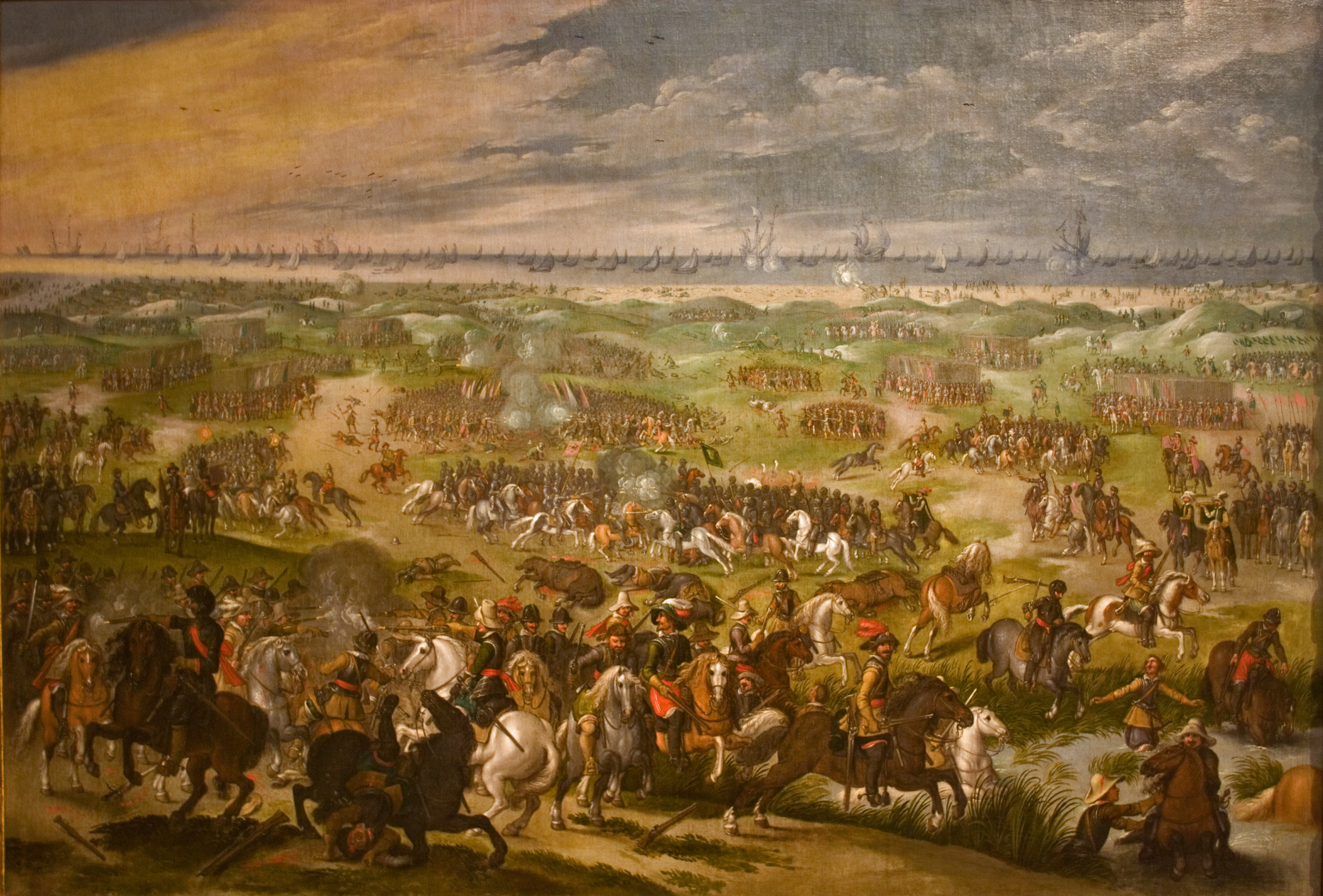
Себастьян Вранкс. «Баталія у дюнах при Ньюпорті» (Тридцятирічна війна), 1640 р.

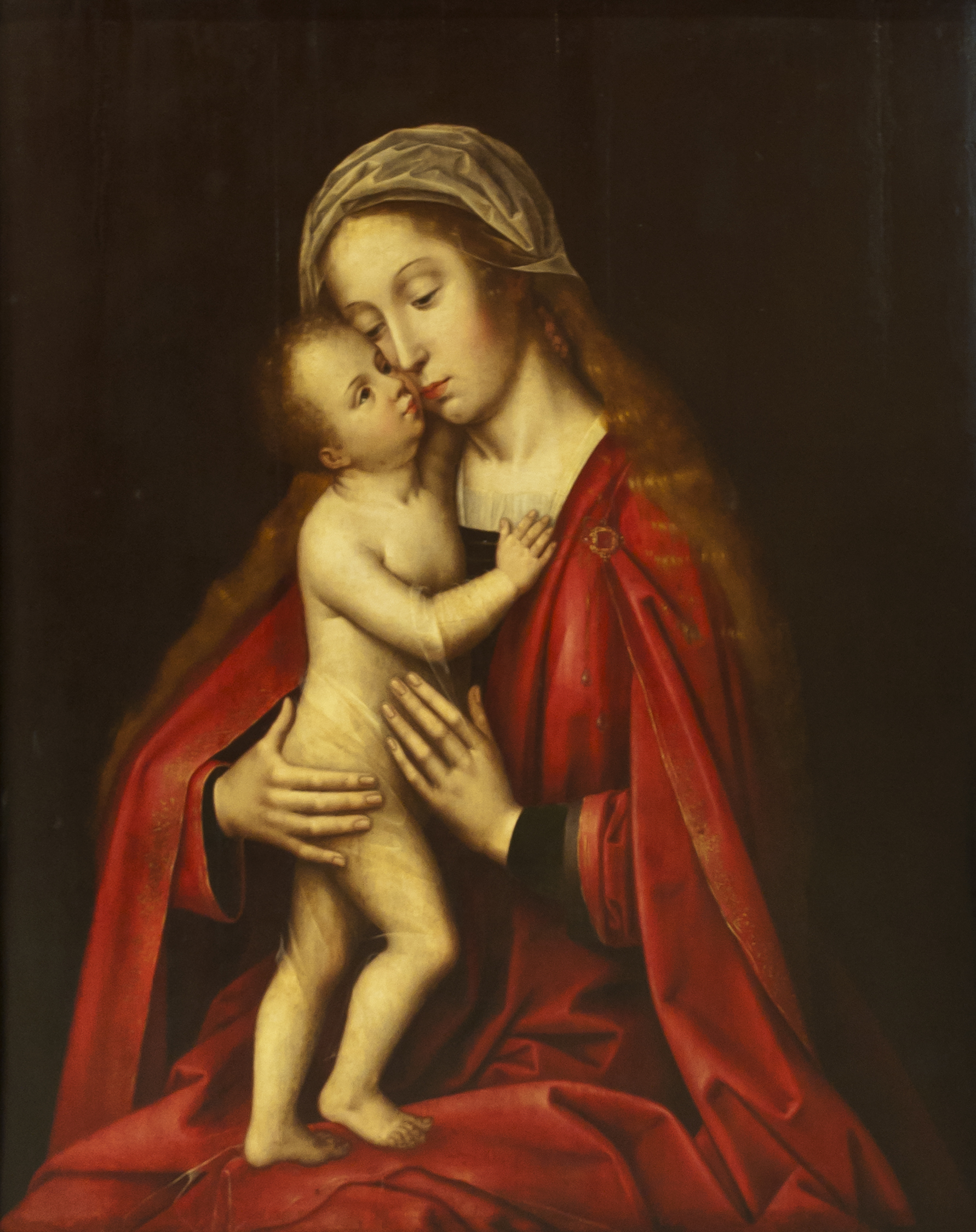
Амброзіус Бенсон. «Мадонна з немовлям», 1550 р.
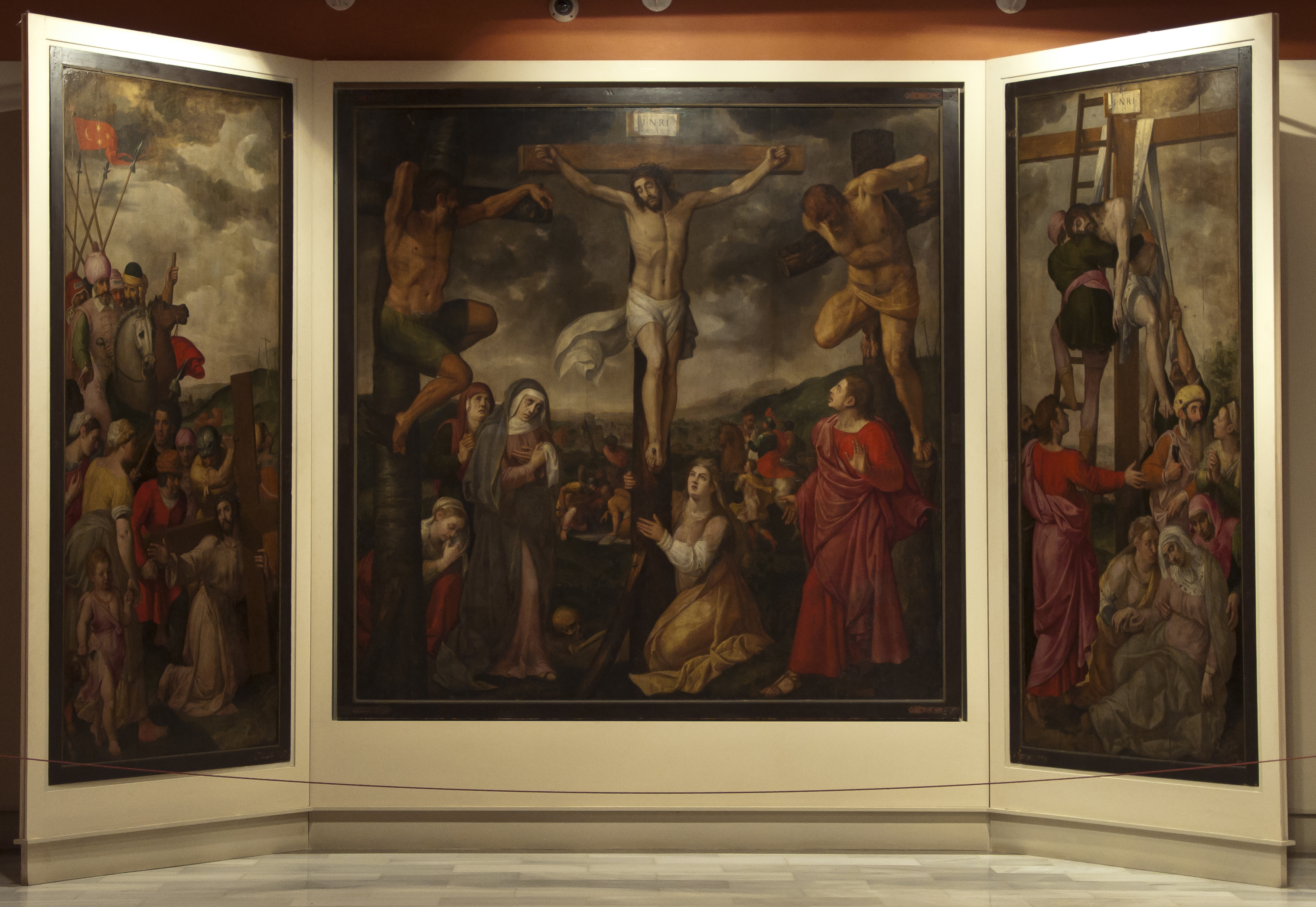
Франс Франкен старший. Триптих «Страсті Господні», 1585 р.
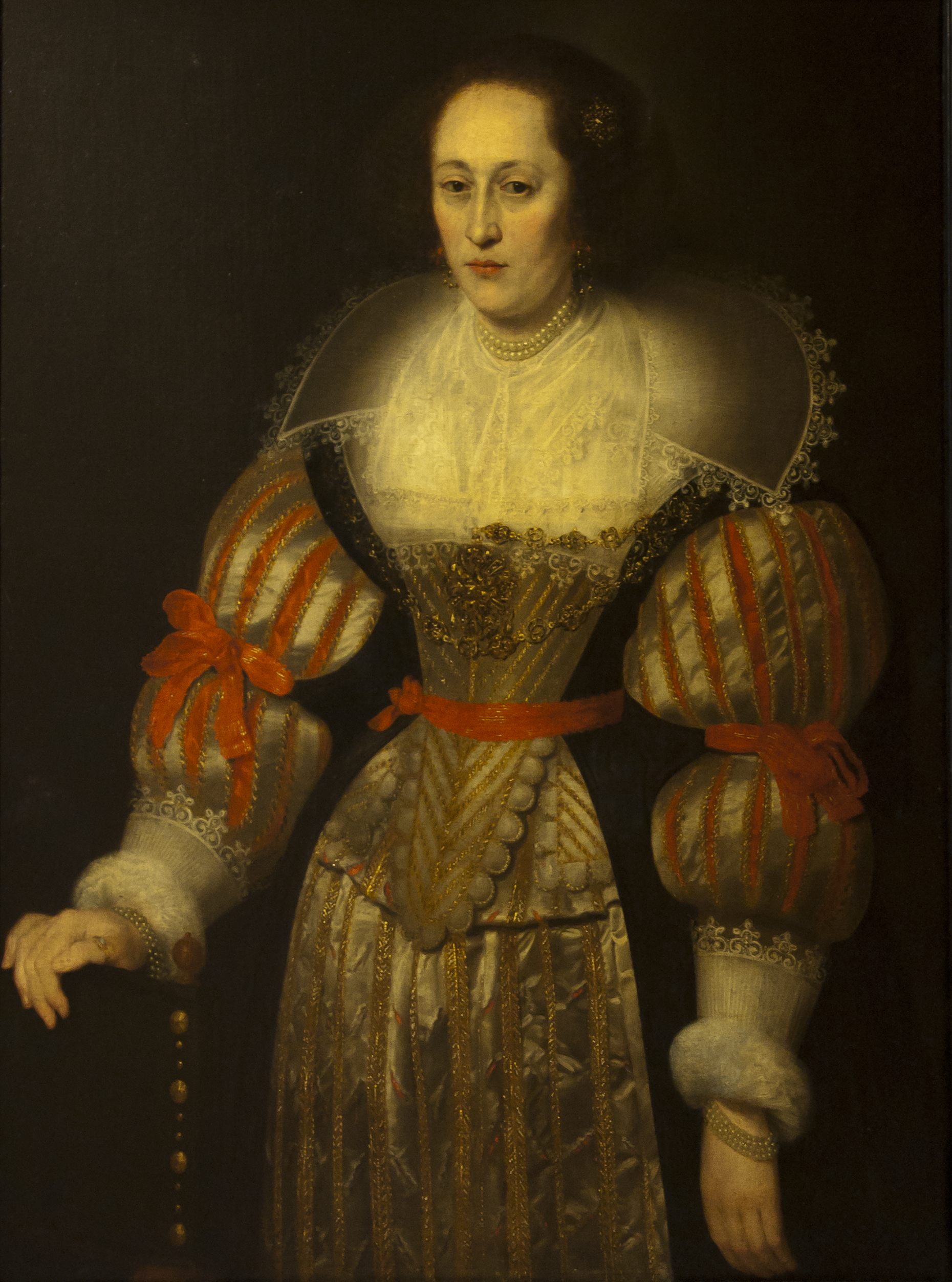
Корнеліс де Вос. «Портрет шляхетної пані», 1630 р.
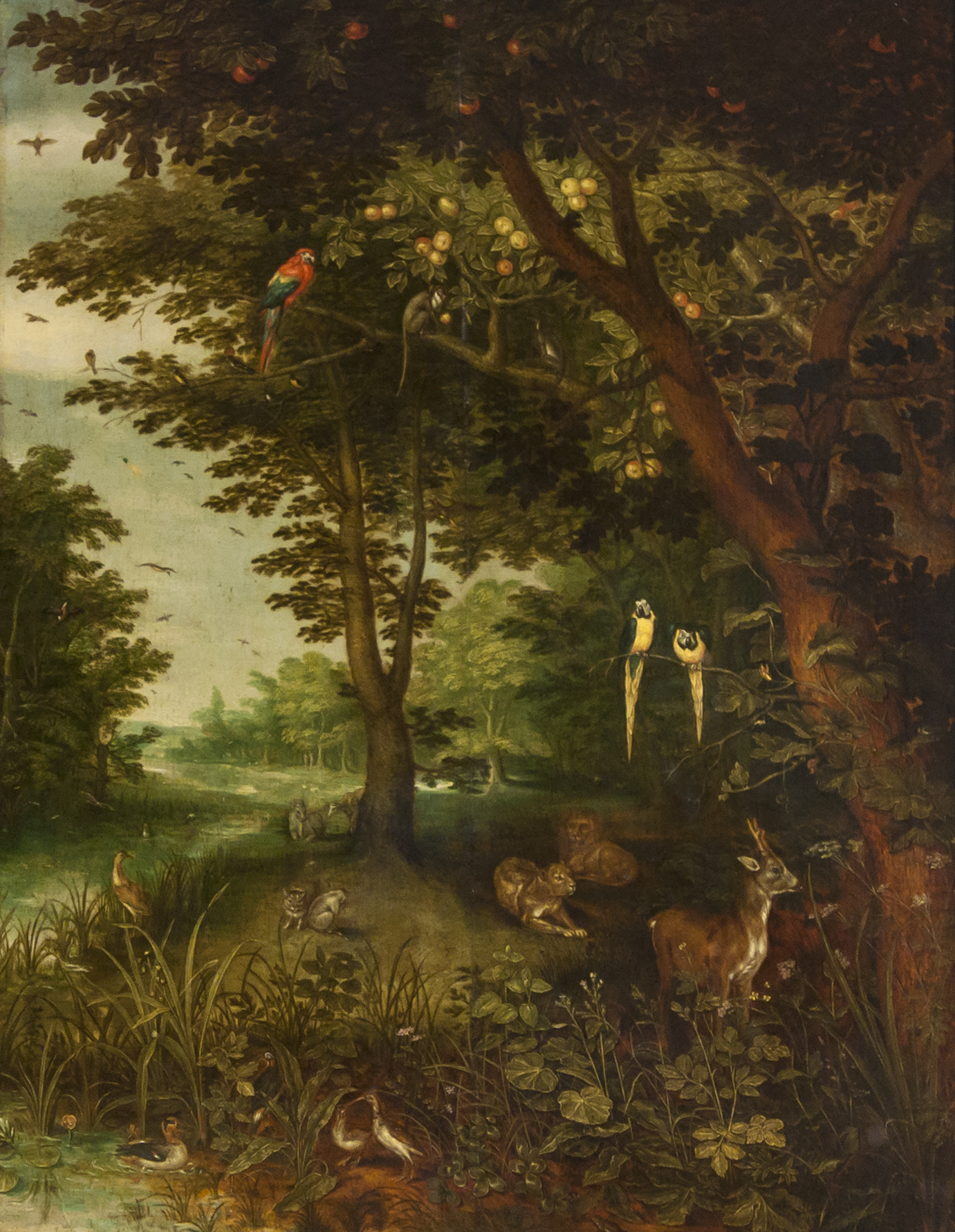
Ян Брейгель Старший. «Парадіз», 1620 р.
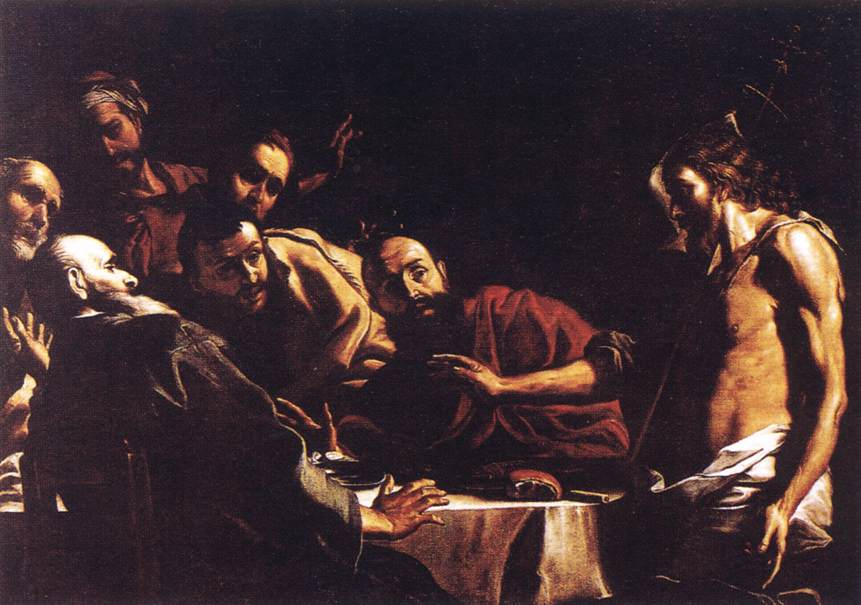
Матіа Преті. «Іван Хреститель соромить царя Ірода», до 1660 р.

## Майстри Іспанії 18—19 ст.

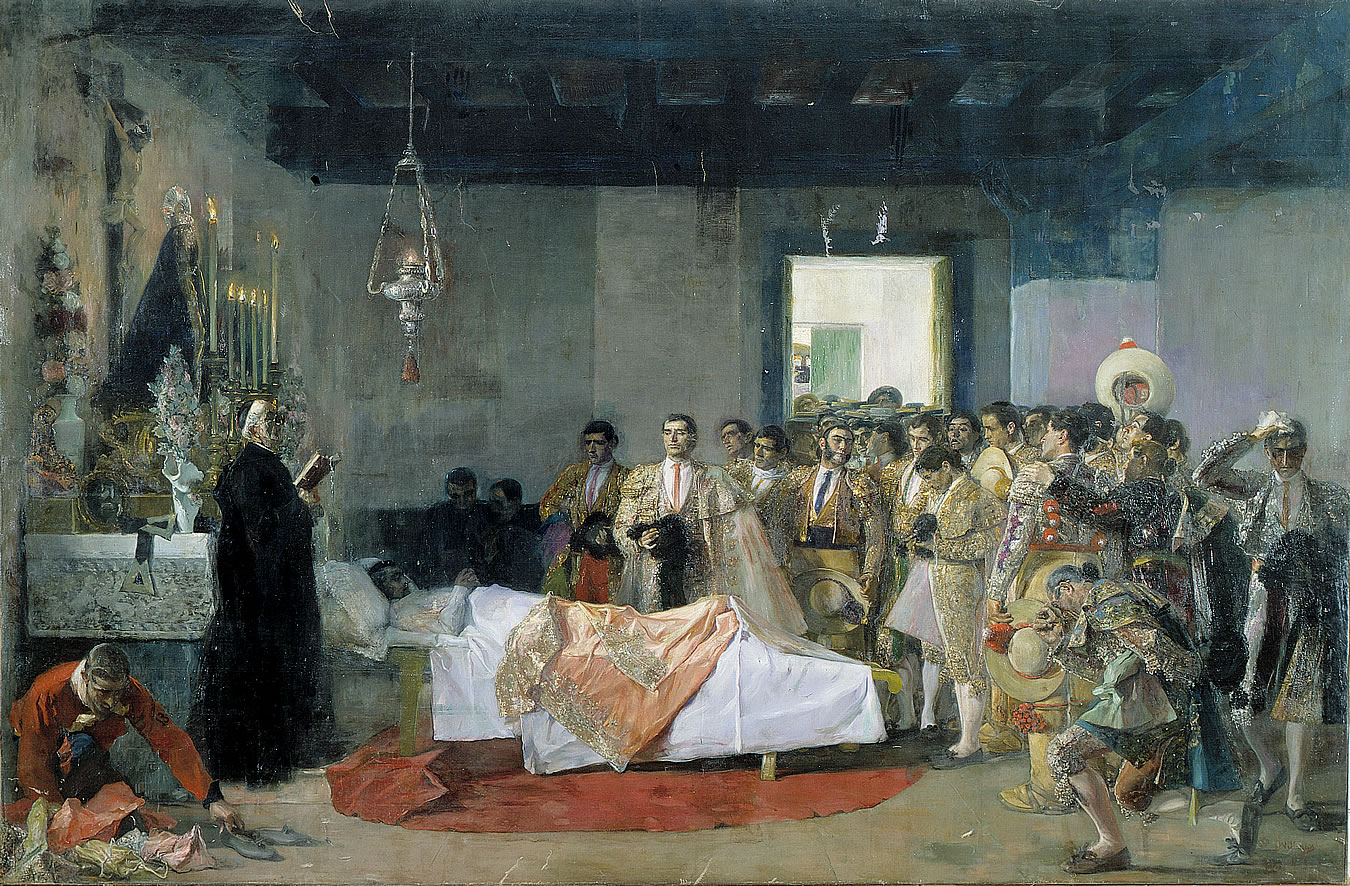
Хосе Кордеро Вільєгас. «Смерть матадора» (1884 р.

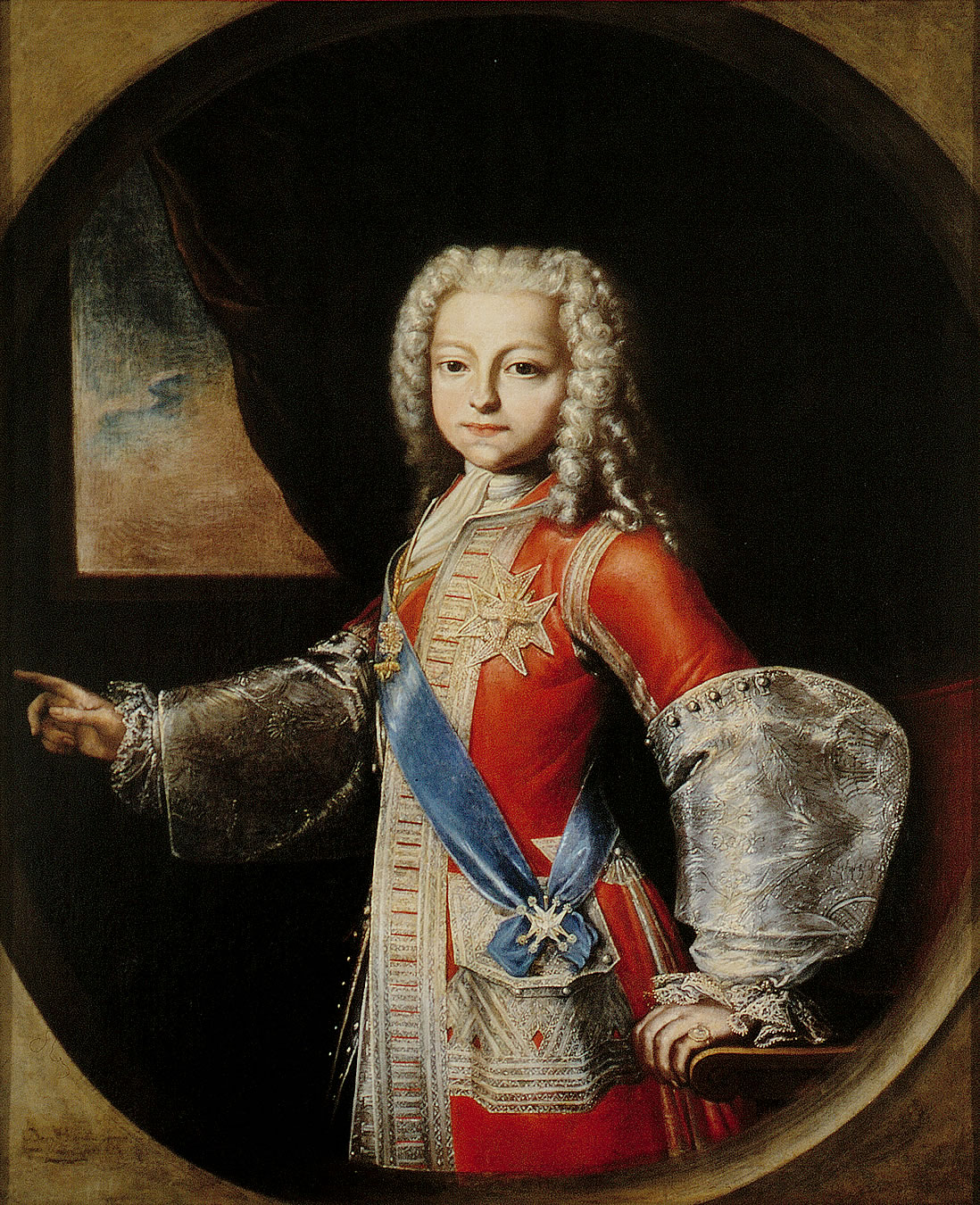
Худ. Бернардо Герман де Льоренте. «Принц Феліпе дитиною, майбутній герцог Пармський», 1730 р.
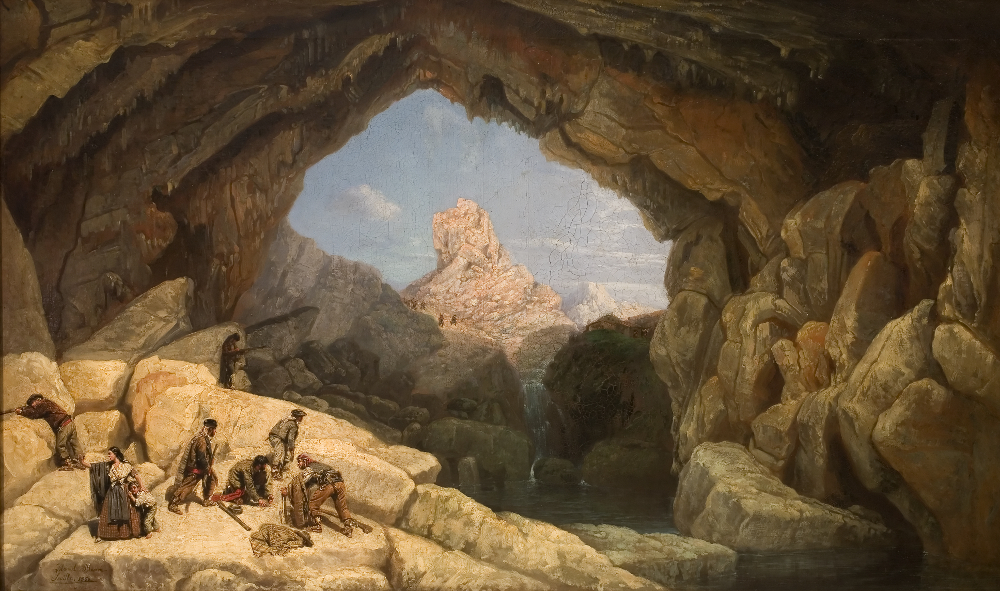
Мануель Баррон і Карільо. «Природний грот у Куева дель Гато. Андалузія», 1860 р.
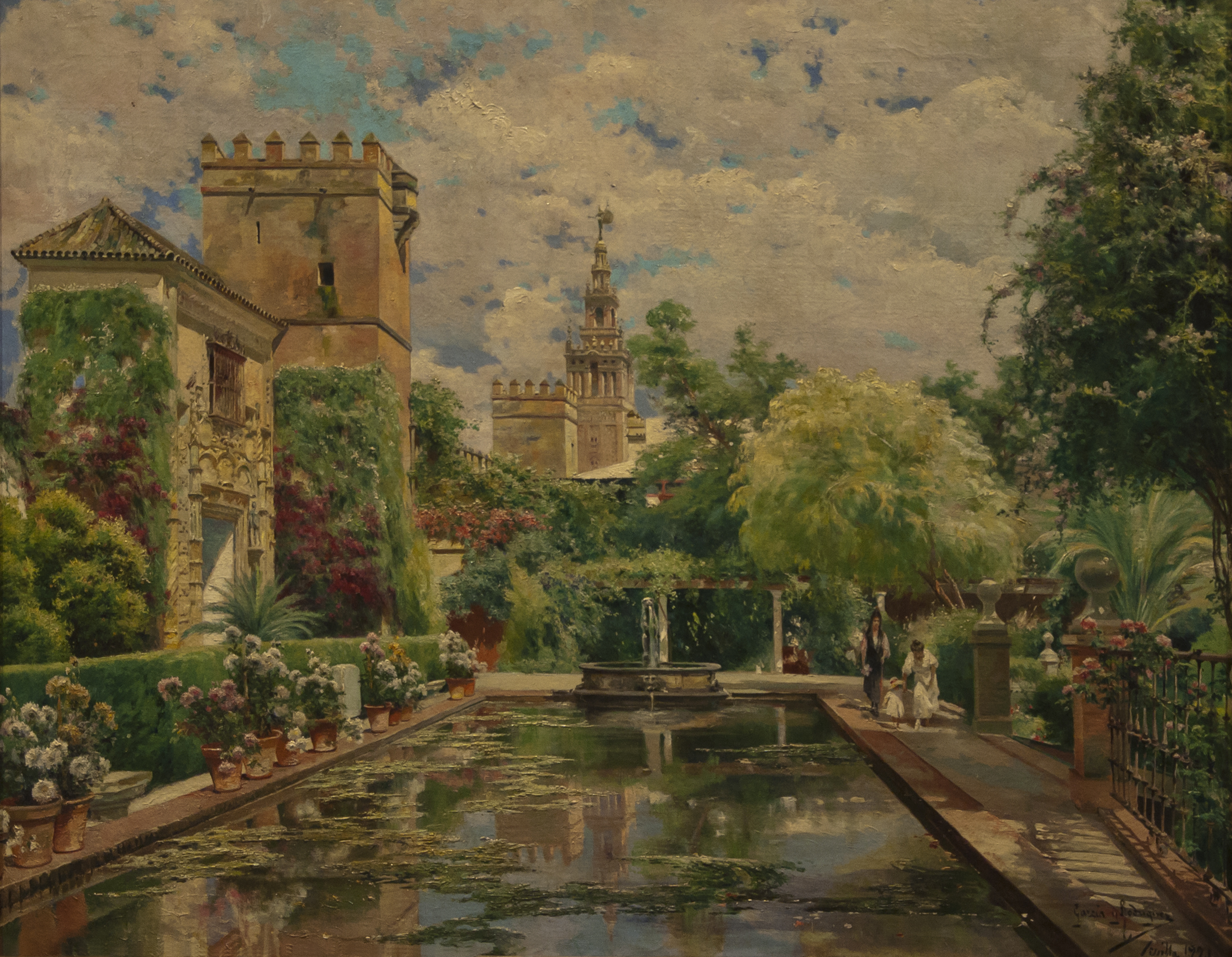
Мануель Гарсія і Родрігес. «Севільський Алькасар», 1921 р.
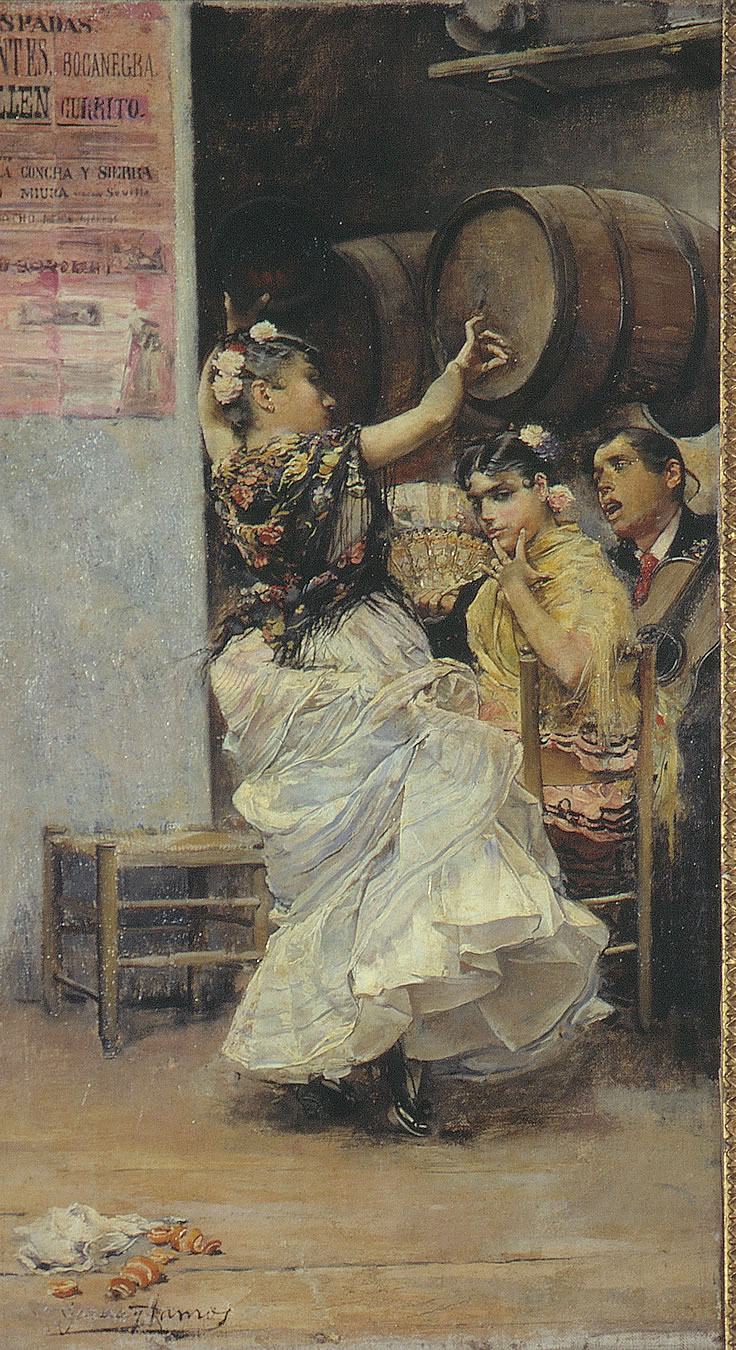
Хосе Гарсія Рамос. «Булеріас» (швидкий фламенко), 1884 р.